# Vanuatus fodboldforbund
Vanuatus fodboldforbund er det styrende organ for fodbold i Vanuatu.